# Pačarađa
Pačarađa (cyr. Пачарађа) – wieś w Serbii, w okręgu toplickim, w gminie Kuršumlija. W 2011 roku liczyła 40 mieszkańców.